# Hütet eure Töchter!
Hütet eure Töchter! ist ein 1962 entstandener, deutscher Aufklärungsfilm von sechs (zumeist Nachwuchs-) Regisseuren, die ebenso viele, kurze Episoden inszenierten.

## Handlung
In den zu dieser Kompilation zusammengestellten sechs Kurzspielfilmen geht es um sehr unterschiedliche Mädchenschicksale. Es werden Probleme dargestellt, die aus der sexuellen Frühreife, der mangelnden Kommunikation zwischen den beiden Elternteilen und ihrem jeweiligen Nachwuchs sowie aus falscher Erziehung und mangelnder Aufklärung entstehen. An diesen Schicksalen, so wird insinuiert, tragen oftmals aber auch das soziale Umfeld wie etwa falsche Freundinnen oder desinteressierte Erwachsene sowie die zahllosen offenen und geheimen Verführungen der modernen Gesellschaft Mitschuld. Gleich drei Episoden thematisierten die Problematik von der „verführten Unschuld“.

## Produktionsnotizen
Die Dreharbeiten zu Hütet eure Töchter! fanden 1962 in verschiedenen Filmstudios statt. Die Uraufführung war für Jahresbeginn 1963 projektiert, aufgrund des Zusammenbruchs der Real-Film und des Europa-Filmverleihs konnte der Film jedoch erst am 29. Mai 1964 im Eigenverleih der daran beteiligten Nachwuchsregisseur uraufgeführt werden. Franz-Josef Spiekers Episode Der gelbe Wagen wurde bereits 1963 in Oberhausen im Rahmen der Westdeutschen Kurzfilmtage uraufgeführt.
Eine siebte Episode mit dem Titel Geld wurde von Michael Blackwood inszeniert, aber in das Endprodukt nicht aufgenommen. In ihr traten Leopold Biberti (als Herr von Grodno), Alexander Braumüller (als Axel) und Renate Kasché (als Christa) auf.
Einige der Darsteller, wie die 18-jährige Gila von Weitershausen, standen hier erstmals vor einer Filmkamera.
Unter den am Film beteiligten „Jungfilmern“ ragte der in Vergessenheit geratene, 2002 gestorbene Wolf Hart als Filmveteran heraus. Hart, der 1933 als zweiter Kameraassistent bei Sepp Allgeier angefangen hatte, fand sein Arbeitsfeld im Bereich des Kultur- und Dokumentarfilms. Sein Episodenbeitrag Der Fall Inge, die Geschichte einer Tochter aus gutem Haus, die aufgrund der Reizüberflutung durch Medien auf einer wilden Party den Verführungskünsten eines üblen Typen erliegt, war ein äußerst seltener Ausflug Harts in den Film mit Spielhandlung.
Mit Hütet eure Töchter! wurde, etwa 43 Jahre nach der Hoch-Zeit deutscher Aufklärungs- und Sittenfilme, die den deutschen Kinomarkt rund um das Jahr 1919 überschwemmten, dieses totgeglaubte Genre in der Bundesrepublik reaktiviert und revitalisiert.
Ein nahezu gleichlautender Film, Hütet eure Töchter (aber ohne Ausrufezeichen), wurde 1922 in Österreich aufgeführt.

## Kritiken
„1962, als die ‚Oberhausener‘ am lautesten von sich reden machten, lud ‚Realfilm‘-Chef Walter Koppel ihrer drei, dazu vier weitere Nachwuchskräfte, zur Koproduktion eines Episodenfilms. Zeit verging, ‚Realfilm‘ ging ein, das Nachwuchswerk wurde Anfang 1963 fertiggestellt, aber erst jetzt kommt es in die Kinos, der aktuellen Sexfilm-Welle angepaßt. Ursprünglich vorhandene Ironie wurde herausgeschnitten, ein verbindender Kommentar schwätzt von soziologischer Analyse und von der schlimmen, schlechten Zeit. Doch diese Bearbeitung verschlechterte nur, was schon die jungen Regisseure nicht gut gemacht hatten: Sie zeigen Partys, Gelegenheits-Prostitution und frühreife Teenager genau so, wie reife Voyeurs die ‚Jugend von heute‘ gern sehen. Ursachen der Unsitten kommen nicht ins Bild.“

In Paimann’s Filmlisten heißt es: „Angeblich authentische Begebenheiten, die durch Skizzenhaftigkeit und Mitwirkung von, den Eindruck von Laienspielern erweckenden, Debutanten vordergründig bleiben und ... nur von Abgebrühten einigermaßen akzeptiert werden.“
Das Lexikon des Internationalen Films urteilte: „Sechs Kurzfilme zum Thema ‚Gefährdete Jugend heute‘ – Anfang der 60er Jahre vorgestellt von Vertretern des damaligen deutschen Filmnachwuchses. Behandelt werden exemplarische Fälle aus den Akten des Jugendschutzes und der Jugendstrafpflege. Die warnende Absicht wirkt glaubhaft, ihre Verwirklichung, trotz ansprechender Einzelleistungen, ist weit weniger überzeugend.“